# L'ora della violenza 3
L'ora della violenza 3 (The Substitute 3: Winner Takes All) è un film del 1999 diretto da Robert Radler. È il terzo film della serie L'ora della violenza.

## Trama
A seguito dell'aggressione di un insegnante da parte di una gang, Karl Thomasson torna a vestire nei panni del supplente. Nel corso delle sue indagini scopre che l'insegnante aveva scoperto un traffico di sostanze dopanti portati avanti dal coach della squadra di football della scuola.